# Chiaki Mukai
Chiaki Mukai (jap. 向井 千秋 Mukai Chiaki; ur. 6 maja 1952, nazwisko panieńskie Naitō) – japońska astronautka (specjalistka ładunku JAXA), lekarka.
Chiaki Mukai urodziła się w Tatebayashi w prefekturze Gunma. W 1971 ukończyła żeńską szkołę średnią Keio. W 1977 otrzymała tytuł doktora medycyny w Szkole Medycznej Uniwersytetu Keio, a w 1988 doktorat z fizjologii na tej samej uczelni. W 1989 uzyskała certyfikat Japońskiego Stowarzyszenia Chirurgicznego w dziedzinie chirurgii układu krwionośnego. Od 1979 dr Mukai opublikowała około sześćdziesięciu prac.

## Doświadczenie zawodowe
W latach 1977–1978 dr Mukai pracowała jako rezydent na Oddziale Chirurgii Ogólnej Szpitala Uniwersytetu Keiō w Tokio. W 1978 pracowała na Oddziale Chirurgii Ogólnej Głównego Szpitala Prefektury Shizuoka, a w 1979 jako chirurg pogotowia w Szpitalu Saiseikai Kanagawa w prefekturze Kanagawa. W 1982 pracowała na analogicznym oddziale w szpitalu Saiseikai w Utsunomiya w prefekturze Tochigi. W 1983 wróciła do szpitala uniwersyteckiego Keiō jako ordynatorka Wydziału Chirurgii Układu Krwionośnego, po czym została promowana na profesor nadzwyczajną.
W latach 1987–1988 pracowała gościnnie na Wydziale Fizjologii Układu Krwionośnego w Biomedycznym Instytucie Badawczym Centrum Kosmicznego Johnsona (NASA). W 1992 dr Mukai została instruktorką badawczą Wydziału Chirurgii Kolegium Medycznego Baylora w Houston. W latach 1992–1998 była wizytującą profesor nadzwyczajną w Szkole Medycznej Uniwersytetu Keiō, a w 1999 otrzymała tytuł wizytującego profesora tej uczelni. W latach 2004–2007 pracowała jako profesor wizytująca International Space University. Od 2007 pracowała na stanowiskach kierowniczych i doradczych w agencji JAXA. W 2015 została doradcą JAXA do spraw technicznych, a także prorektorką Tokijskiego Uniwersytetu Naukowego. W lipcu 2015 została jednym z dyrektorów korporacji Fujitsu. Od stycznia 2016 pracuje w zarządzie Kao Corporation.

## Kariera astronauty

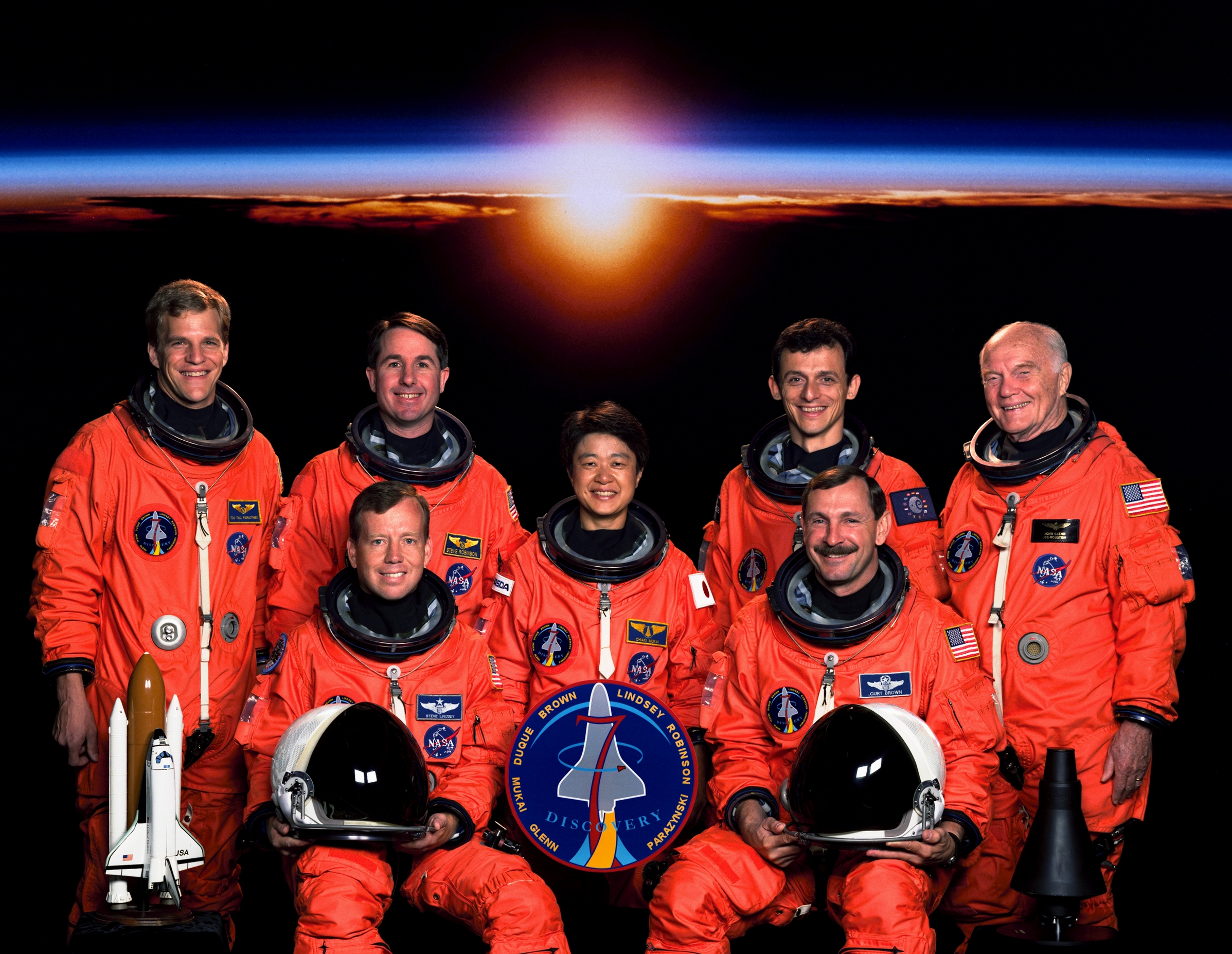
Chiaki Mukai (w środku) z załogą STS-95

W 1985 dr Mukai została wybrana jako jedna z trzech japońskich kandydatów na specjalistkę ładunku dla Pierwszego Testu Przetwarzania Materiałów (Spacelab-J), będącego częścią lotu STS-47. Była także rezerwową specjalistką ładunku dla misji Neurolab (STS-90). Dr Mukai spędziła w kosmosie ponad 566 godzin, biorąc udział w dwóch misjach wahadłowców: STS-65 w 1994 i STS-95 w 1998. Była pierwszą Japonką w kosmosie i pierwszym japońskim astronautą, który powtórnie poleciał w kosmos. Została przydzielona jako zastępca naukowca misji STS-107. Pełniąc tę rolę koordynowała operacje naukowe w czasie tej misji.
Stowarzyszenie Uczestników Lotów Kosmicznych (Association of Space Explorers) przyznało jej Universal Astronaut Insignia za lot orbitalny (nr 313).

## Wykaz lotów
| Loty kosmiczne, w których uczestniczyła Chiaki Mukai        | Loty kosmiczne, w których uczestniczyła Chiaki Mukai | Loty kosmiczne, w których uczestniczyła Chiaki Mukai | Loty kosmiczne, w których uczestniczyła Chiaki Mukai | Loty kosmiczne, w których uczestniczyła Chiaki Mukai | Loty kosmiczne, w których uczestniczyła Chiaki Mukai | Loty kosmiczne, w których uczestniczyła Chiaki Mukai |
| №                                                           | Data startu                                          | Statek kosmiczny                                     | Data lądowania                                       | Statek kosmiczny                                     | Funkcja                                              | Czas trwania                                         |
| ----------------------------------------------------------- | ---------------------------------------------------- | ---------------------------------------------------- | ---------------------------------------------------- | ---------------------------------------------------- | ---------------------------------------------------- | ---------------------------------------------------- |
| 1                                                           | 8 lipca 1994                                         | STS-65 Columbia F-17                                 | 23 lipca 1994                                        | STS-65 Columbia F-17                                 | Specjalista ładunku (PS-1)                           | 14 dni 17 godziny 55 minut                           |
| 2                                                           | 29 października 1998                                 | STS-95 Discovery F-25                                | 7 listopada 1998                                     | STS-95 Discovery F-25                                | Specjalista ładunku (PS-1)                           | 8 dni 21 godziny 44 minut                            |
| Łączny czas spędzony w kosmosie — 23 dni 15 godzin 39 minut |                                                      |                                                      |                                                      |                                                      |                                                      |                                                      |